# Super 1750 Clone
La Super 1750 Clone è una espansione di memoria per i Commodore 128 e Commodore 64. 
Fu immessa sul mercato in sostituzione alle REU 1700, 1750 e 1764 quando queste cessarono di essere prodotte. Erano prodotte dalla Chip Level Designs e venduta dalla Software Support International.

## Caratteristiche
- Funzionava sia sui Commodore 128 che sui Commodore 64. Il Commodore 64, a differenza delle Reu prodotte dalla Commodore non necessitava dell'alimentatore maggiorato.
- Usava lo stesso chip MOS 8726 REC (RAM Expansion Controller) delle Reu prodotte dalla Commodore. Al posto di 16 chip da 256x1 bit di DRAM usava 4 chip da 256x4 bit di DRAM.
- L'involucro di questa espansione era lo stesso usato dalla cartuccia Epyx FastLoad.